# Challenge-Cup 1899-1900
La terza edizione della Challenge-Cup vide la partecipazione di sole compagini viennesi, ad eccezione del Badener SC di Baden, che tuttavia non si presentò all'incontro inaugurale e fu pertanto estromesso dalla competizione. Il First Vienna si riconfermò la squadra vincitrice.

## Risultati
Di seguito i risultati della competizione.

### Primo turno
| Vienna 12 novembre 1899 | First Vienna | – rit. | Badener SC | * |

*Il Badener SC non si presentò all'ingresso in campo e pertanto venne estromesso dalla competizione.
| Vienna 12 novembre 1899 | FC Wiener 1898 | 3 – 0 | Viktoria Vienna |  |

| Vienna 26 novembre 1899 | Vienna Cricketer | 11 – 0 | Rapid Vienna |  |

### Semifinali
| Vienna 8 dicembre 1899 | Vienna Cricketer | 2 – 1 | Wiener AC |  |

| Vienna 10 dicembre 1899 | First Vienna | 3 – 1 | FC Wiener 1898 | Hohe Warte Stadion |

### Finale
| Vienna 11 marzo 1900 | First Vienna | 2 – 0 | Vienna Cricketer |  |